# ダライ・ラマ13世
ダライ・ラマ13世（1876年2月12日 - 1933年12月17日）は、第13代のダライ・ラマ。法名をトゥプテン・ギャツォと言う。1878年にダライラマの生まれ変わりと認定された。
当時のチベットは大清帝国と大英帝国とロシア帝国の勢力争いの渦中に巻き込まれていた。後年フィンランド大統領となるカール・グスタフ・エミール・マンネルヘイムは、モンゴルへの旅の途中で13世に謁見しているが、その際13世はイギリスに対して懐疑的な一方でロシアへの関係樹立には興味を示していたという。しかし1904年にイギリスは軍隊を派遣して、チベットの中心都市ラサに駐留。ラサ条約に調印するが、清がチベットへの主権を主張して対立。13世は北京に避難し清朝廷の庇護下に入るが、1908年にラサへ帰還した。
1910年に今度は清軍が、イギリスの影響を排除するためとしてチベットに侵攻。13世はシッキム、ネパールと転々としインドに向かった。清は13世の廃位を宣言するが、1911年の辛亥革命により清は滅亡。しかしその後も清軍の勢力が残り、チベットの民族政権が清軍を駆逐するには1912年までかかった。清に代わった中華民国は13世の地位を保証したため、1913年1月にラサへ帰還。1914年に英国とシムラ条約と締結する一方で、インド亡命中から近代化に着手した。欧米の議院内閣制に倣ってカシャグ（民会）を基盤として大臣を選出するシステムを確立し、郵便切手や紙幣の発行・西洋式病院の設置などを行った。また今日広く使われているチベット旗を正式に定めている。

## 生涯

### 背景
19世紀のチベットは権力争いが続いた。ラサ政府（チベット中央政府）では、ダライ・ラマ11世が1855年に政治の実権を摂政ラデン・トゥルクから譲り受けたが、1856年に謎の死を遂げると、実権は再び元の摂政の手に戻った。ダライ・ラマは12世が継いだが、幼少であり実力は無かった。1862年、摂政に流刑されていた軍実力者でドーグラー戦争の功績者シャタ・ワンチュク・ギェルポ（シェーダ・ワンチュクゲルポ）に同調する勢力が摂政を追放し、この軍実力者が新たな摂政となった。この新しい摂政は対立勢力を迫害するが、2年後の1864年に死んだ。後任の摂政も対立勢力を迫害するが、1872年に死んだ。その後はダライ・ラマ12世の親政となったが、その時期もまた短く、1875年に死んだ。その後は新たに任命された摂政が権力を握った。
一方、外交情勢も複雑だった。チベットは乾隆帝時代の1793年に事実上清の保護領となっていたが、1842年のアヘン戦争の頃から少しずつ清の影響力が落ちていった。チベットは1855年から1856年に行われたネパール・チベット戦争でネパールに敗北し、その講和条約であるタパタリ条約はチベット不利の条約で、ネパールに毎年一万ルピーの貢納、ネパール商人の関税免除などが定められた。また、イギリスは1859年にインド大反乱を鎮圧してインドを事実上支配下においており、1861年にはチベット人の住むシッキム王国を保護領とした。また、チベット東部のデルゲは1728年以来清の領土だったが、太平天国の乱に乗じた地元のチベット人領主が反乱を起こし、1865年、清に代わってこれをラサ政府が鎮圧、再びチベットの支配下とした。この頃には清のチベットに対する影響は非常に小さくなっていた。同時期、西洋のキリスト教宣教師も増え始めていたが、これも排斥された。しかし、その後も清は自身をチベットの宗主国と考えていたため、チベットの扱いに関して外国にチベットの意向を聞かずに約束をしたり、外国勢力を排除するチベットの行為に対して外国に代わりに賠償金を支払ったりしていた。
チベットでは外国人排斥の動きが強く、1880年にキリスト教禁止令、1883年に暴動による在チベットネパール人への襲撃が行われたりした。また、清がイギリスと結んだ芝罘条約がチベットに及ぶことを拒むため、チベットは1885年に訪れようとしたイギリスの探検隊を追い返している。
1888年、チベットはシッキムの扱いを巡ってイギリスと戦争になり、敗北した。この戦いを受けて1890年にチベットとイギリス領の国境が定められたが、これはイギリスと清の間で取り決められた。さらに1893年にはイギリスと清の間で、チベット・インド国境付近のヤートンにイギリスが市場を作る権利が決められた。これらの条約締結により、それまで曖昧だった清とチベットの関係が、国際的にはチベットが清の保護国であることが確認されることになった。

### 誕生
ダライ・ラマ13世は1876年に生まれ、1879年にわずか3歳で即位し、パンチェン・ラマ8世の教育を受けた。ダライ・ラマは9世から12世までいずれも若死にだった。これは政争による毒殺であるとの見方が強い。パンチェン・ラマ8世も1882年に27歳で死去している。13世は早くにそれに気付き、食事を信頼できる部下に毒見させるようになり、毒殺を免れた。

### 政権掌握と外交情勢

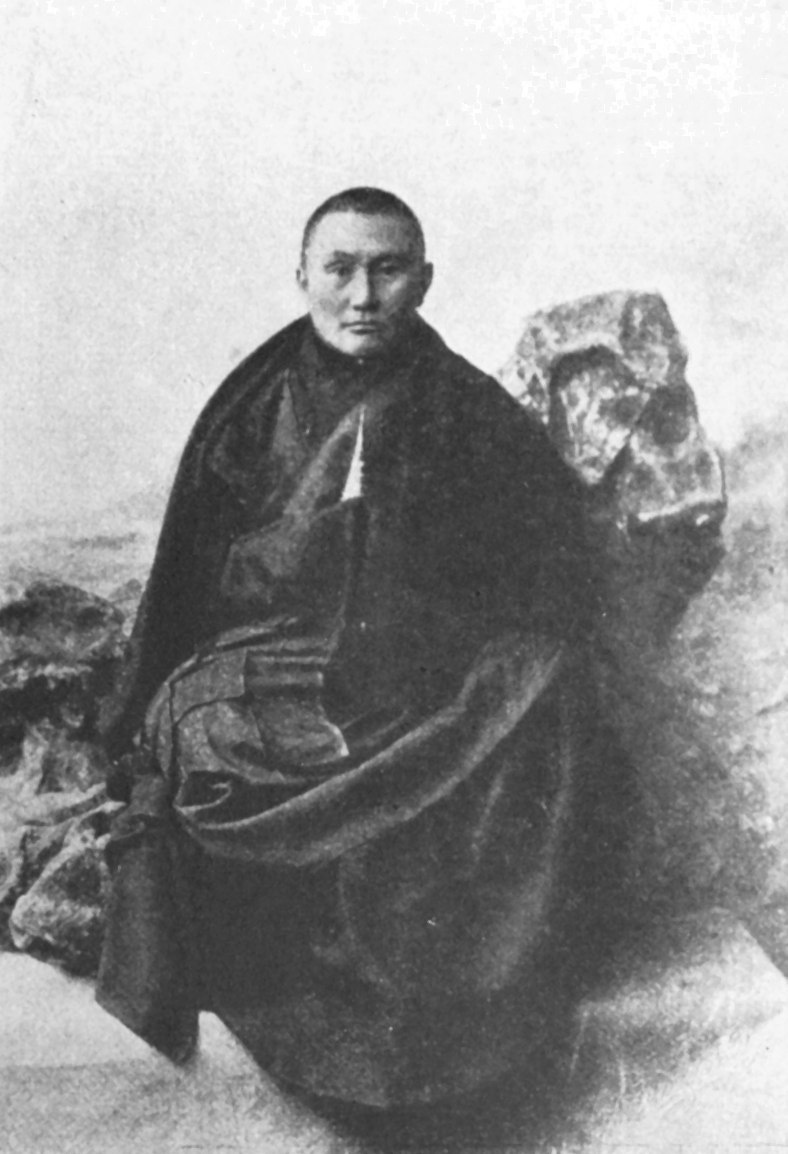
チベットとロシアを仲介したドルジェフ

ダライ・ラマ13世はヤートンの処置が気に入らなかった。1895年（19歳の頃）、13世は摂政とその弟が呪詛を働いたとして逮捕した。ダライ・ラマ8世以降はダライ・ラマの実権は摂政に奪われていた形だったが、この事件をきっかけに再びダライ・ラマの手に戻った。その元摂政は1899年に自室で謎の死を遂げ、13世は摂政が持っていた化身ラマの名跡を廃止している。
13世はヤートンの道を塞いでイギリスとの交易を拒んだ。13世はロシアの恐ろしさを知らず、イギリスに対抗するため接近し、チベットに住むロシア国籍の僧侶（ブリヤート人）アグワン・ドルジェフにロシア皇帝ニコライ2世との仲介を依頼し、ドルジェフは1900年にロシア皇帝と面会した。1901年にはロシア人のゴンボジャブ・ツィビコフがラサを訪れている。一方で、13世はフランスとの協力も模索したが、東チベットでフランス人宣教師とチベット人との対立が頻発しており、これは成功しなかった。イギリスはボーア戦争のため、当初ロシアとの対立の可能性があるチベットへの介入には消極的だったが、ロシアがチベットの保護領化を画策し、1902年にボーア戦争が終結したため、インドの安全保障上の理由からチベットに侵略を開始した。なお、日本人として史上初めてチベット入国を果たした仏教僧・河口慧海が、チベット人僧侶に扮して（一部の人に対しては実は支那人僧侶であると偽り）ラサに滞在したのはこの頃（1901年-1902年）である。

### イギリスとの戦争

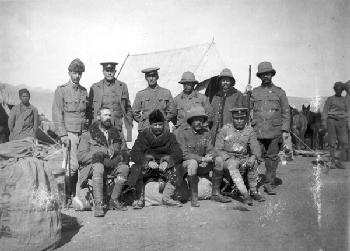
1904年、軍を率いてラサに到着したヤングハズバンド（下段中央で毛皮のコートと帽子を着用した人物）

1903年、イギリス軍人フランシス・ヤングハズバンドはインド総督ジョージ・カーゾンの命を受け、ラサ政府に1893年の条約に基づいてヤートンに市場を開くよう要求したが、チベット側は交渉を引き延ばした。そこでチベットを威圧するため、7月にチベットのガムパに数百名の軍を置いた。バルフォア内閣はチベット侵略に消極的であり、10月にギャンツェまでという条件付きで進軍を認めた。12月、マクドナルド准将率いる数千のイギリス軍がチベットに送り込まれ、1904年初めにグルでチベット軍数千を一蹴し、それでもチベット政府が交渉に応じないためさらにギャンツェまで軍を進め、数百人を殺した。イギリス軍は8月3日にチベットの首都ラサを陥落させた。13世は内閣を残してロシア僧ドルジエフと共にラサから逃亡した。ラサには軍と共に西洋からの新聞記者が入り、少なくともラサに関しては従来の神秘性が薄れた。イギリス軍は9月7日、チベットに莫大な賠償金を課し、チベットでのイギリス以外の外国勢力駐留の禁止、鉄道と鉱山の利権を奪う条約（ラサ条約）を結んで事実上併合した。ロシアは日露戦争に手一杯でチベットに軍事援助できなかったが、イギリス軍の侵略行為に抗議を行い、10月に条約の大幅な撤回をさせた。1906年にイギリスは清と北京で新たな条約を結び、チベットの賠償金の支払いを清が行う代わり、チベットの宗主権が再び清のものであると認めた。なお、この時のイギリス軍はこれまでの清軍と異なり、チベット民衆に対する横暴が少なかったので、チベットのイギリスに対する感情は若干改善した。

### モンゴルでの亡命生活
イギリスに追われたダライ・ラマ13世は1904年末にモンゴルのウルガ（現在のウランバートル）に亡命し、現地のゲルク派の長で王でもあるジェプツンダンバ・ホトクト8世の世話になった。13世滞在時、ロシアはモンゴル領事や赴任途中の駐北京大使などを13世に接触させて関係強化を図っている。しかし質素な生活を好む13世とジェプツンダンバ・ホトクト8世とは考えが合わず、13世は1906年秋にはモンゴルを離れ、クンブム・チャンパーリン寺にしばらく滞在した後、1908年4月に中国山西省の五台山に到着した。五台山ではアメリカ大使ウィリアム・W・ロックヒル、西本願寺の大谷尊由などと面談している。さらに10月14日、北京で西太后、光緒帝と面談している。この際、日本大使館にも1週間滞在している。在北京大使の林権助が厚くもてなしたのと、五台山で大谷尊由が日本が仏教国であることを説いたため、以後、13世はかなりの日本びいきになった。13世の北京滞在中、清はチベット領主としてパンチェン・ラマ9世を擁立しようとした。そのため13世は密かにイギリス、ロシア、日本の駐北京大使に密使を送って助力を求めている。1908年12月に北京を立ち、1909年12月にラサに戻った。

### 清の進軍とインド亡命

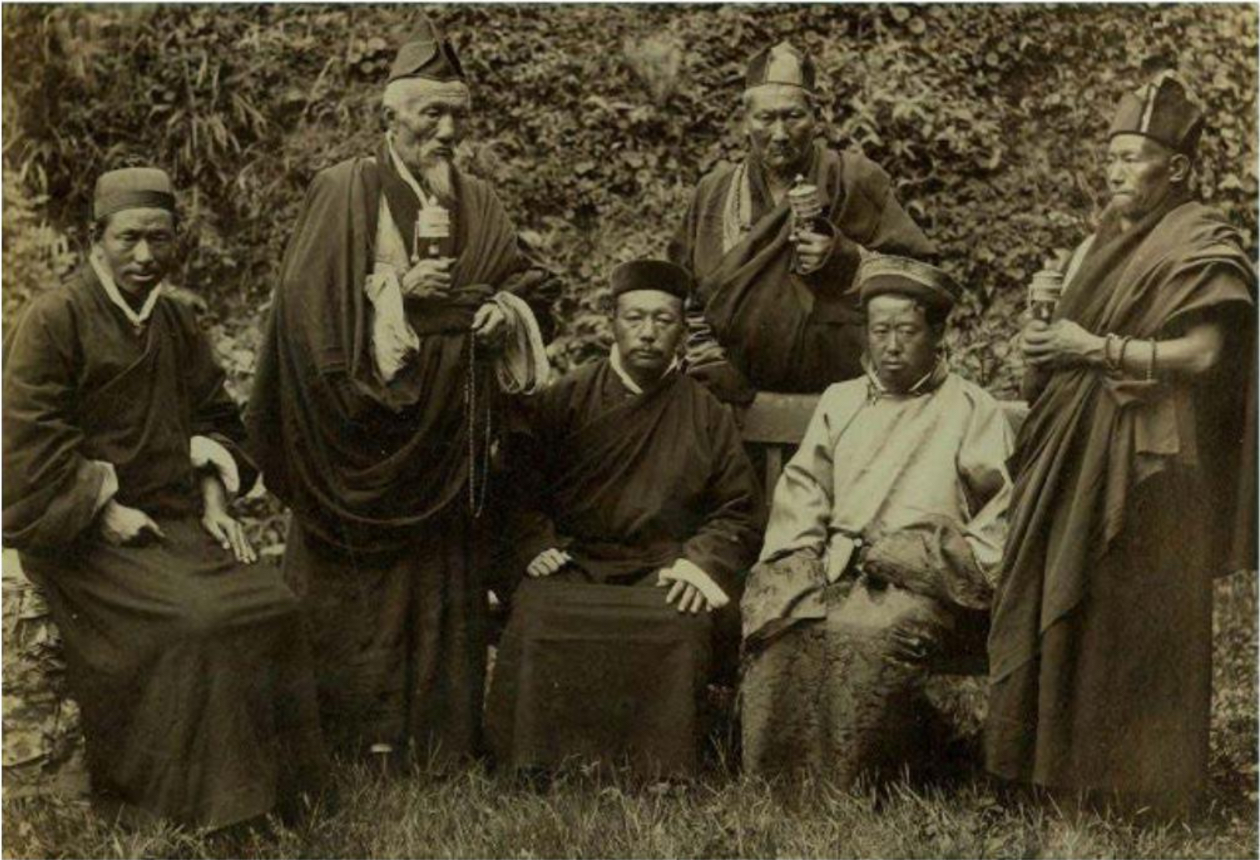
ダージリンでシッキムの王トゥトブ・ナムゲルと対面するダライ・ラマ13世（右から2人目）

ダライ・ラマ13世の出発後、英露日への密使が露見したため、清は13世を捕らえるため、チベットが清の領土であることを確認するために趙爾豊に兵2000を率いさせてラサに進軍した。13世は西洋各国に支援を呼びかけたが協力が得られなかったため、2月12日に今度はインドに亡命した。清軍のラサ進駐はその10時間後だった。チベットからイギリス保護国のシッキムに入った時は、政府官舎での宿泊を断り、国境通信所の粗末な部屋に泊まっている。またカリンポンでは金髪の少女を初めて見て驚いている。インドではダージリンに留まり、イギリスに行動を制限されたが、ここで国際政治に関する多くの知見を得た。ただし、イギリス政府は13世に世界情勢を伝えたがらず、伝えたのはチベット留学の機会をうかがってインドに暮らしていた多田等観などだった。一方、清はチベットに残ったラサ政府の清反対派を解任し、清に協力的な内閣を作らせた。清は13世逮捕に懸賞金を掛けたが果たせず、さらに13世の廃位にも失敗したため、代わりにパンチェン・ラマ9世を協力させての支配を模索した。
一方、清は国家としての命運が尽きた。1911年11月には趙爾豊が殺害され、代わりに部下の鍾穎がチベットでの軍権を握った。中国では清が滅びて中華民国が誕生し、その大総統となった袁世凱は鍾穎の立場を追認した。しかしチベット寺院は中国に対して反乱を起こし、中国軍は1912年12月から順次撤退した（撤退後、鍾穎は責任を取らされて処刑された）。13世は1913年1月にラサに帰還した。この少し後、日本の多田等観もラサに入っている。

### チベット独立宣言とシムラ条約

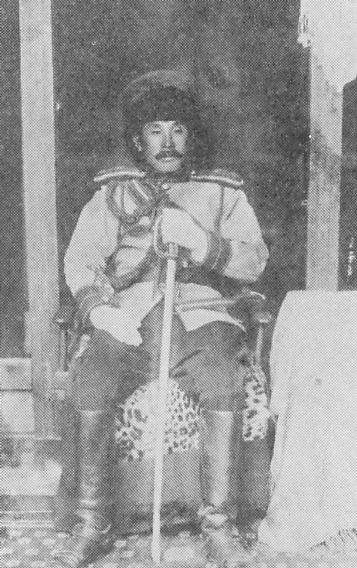
チベット軍事顧問の矢島保治郎（1918年頃）

ダライ・ラマ13世はラサに戻ると、新しい内閣人事を行った。1913年2月14日、13世はチベットの独立を宣言した。13世はチベットに外務省を設立し、軍司令官をダサン・ダデュルに更新し、軍事顧問に日本の矢島保治郎を招いた。（ただし全軍の編成はイギリス式を採用した）雪山獅子旗を国旗に定め、さらに独自の切手を発行し、通貨制度を一新して新たに紙幣を作った。また、同じく清から独立したモンゴルのボグド・ハーン政権と相互承認条約を結んだ。これにより、日本製の武器をモンゴルから輸入できるようになった。新生中国である中華民国は清に引き続いてチベットに弁務官を送り込もうとしたが、チベット入りは果たせなかった（中国の弁務官は、後年ダライ・ラマ13世死去時の弔問使節がそのまま居座ることでようやく実現した）。
なお、独立前のチベットは中国の属国だったのかというと、少なくとも当時のチベット人の認識はそうではなかった。この頃チベットに留学した多田等観は、当時チベット人から、チベットはそもそも中国に対して君臣の礼を取ったことが無いとの認識を聞いている。
1914年、独立を確立したいチベット、チベットを支配下としたいが果たせない中華民国、チベットの一部NEFAを英領インドの領土に加えたいイギリスの代表が集まり、チベット問題が話し合われた。ロシアはモンゴルを保護領とする代わりにチベット問題から手を引いていた。この会議の結果、シムラ条約が提案され、中華民国がチベットの宗主国であること、チベット南部をインドに割譲すること（マクマホンラインの制定）、中国とチベットの国境をメコン川とすることなどが決められた。しかし中華民国大総統の袁世凱はメコン川では実情から考えてチベットに有利すぎるとして、批准しなかった。これを受けてチベットは中国の宗主権を否定し、国際法的にはチベットの独立が確立した。イギリスもチベットを保護国化せず、独立国として扱い、例えばイギリスの役人がラサを訪問する時にもラサ政府発行のパスポートを使用した。この頃、日本の河口慧海が2回目のチベット留学を果たしている。
13世の権力は化身ラマの選定にも及んだ。化身ラマは高僧の生まれ変わりであり、理屈では認定されるされないの問題ではないが、政治的な影響力が大きい人事であることから、乾隆帝の頃から清がたびたび介入してきた。13世は清の介入を許さず、転生ラマが死去した時には転生先を自身で占い、その地域から転生者を探させた。

### 第一次世界大戦と情勢の変化

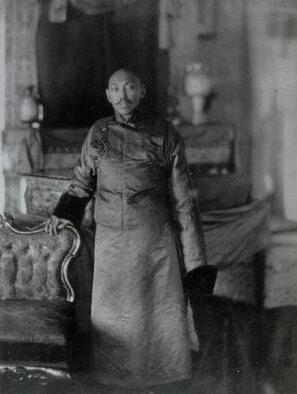
ダライ・ラマ13世（1910年）

このすぐ後、第一次世界大戦が勃発して情勢がまた変わった。イギリスはチベット問題に関わる余裕が無くなり、チベットは中華民国に対抗する後ろ盾を無くした。一方、中華民国は自国が戦場となったため、やはりチベット問題に力を割けなくなった。その結果、中華民国とチベットは1914年12月、ダルツェンドで新たな合意を結び、メコン川を中国とチベットの国境と定める代わりに、13世は中国がチベットに内政干渉する権利を認めた。
当時、チベットはイギリス製の日用品を主にインドから輸入していた。しかし第一次世界大戦が始まるとイギリス製品は少なくなり、日本製品が多くなった。日本製品は品質が劣ったため、現地での評判は悪かった。ただし貴族は日本の高級製品を入手していたため、日本にも優れた製品が多いことを知っており、13世は日本からの留学僧多田等観にたびたび高級織物などを入手するよう依頼している。
13世は軍の近代化を図るため、ツァロン・シャペを軍の最高司令官に任命した。ツァロン・シャペはモンゴル亡命時に同行した家臣の従者であったが、モンゴル語の覚えが早かったためダライ・ラマの直参となり、清軍侵攻の際にはダライ・ラマの命を救ったため、13世のお気に入りとなっていた。1916年、袁世凱が中国皇帝になるのに失敗すると、中華民国は群雄割拠の時代となった。13世はこの混乱に中立を保ったが、1917年に中国の彭日昇がチベットのカムに攻め入ると現地のチベット軍は反撃に成功し、一時は雅礱江まで軍を進めた。1918年8月、イギリスの仲介でメコン川と雅礱江の間にある長江が一時的な国境と定められ、翌1919年にはそれが確定した。中国のいわゆる北京政府はチベットの独立だけは認めなかった。

### 国家の近代化と軍事化

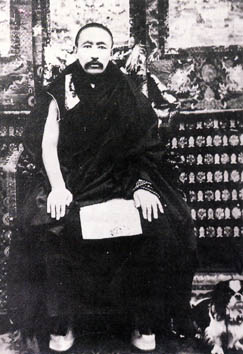
パンチェン・ラマ9世。国際関係を巡ってダライ・ラマ13世と対立した。

中華民国に対する優位を維持するため、ダライ・ラマ13世は中華民国に勝利したカムの軍司令官ジャムパ・テンダルを地域の最高司令官に任命し、チベット中央政府は13世、ツァロン・シャペ（軍最高司令官）、ジャムパ・テンダルの3人体制となった。13世は税制改革に着手し、渡欧経験がある人物を財務大臣に起用して、納税を地方領主を介しない国家直納式に変更した。官吏の世襲制を廃止して、実力制にした。また、上流階級に生活の西洋化を行わせた。軍の服装も西洋風に変えられた。この改革は一部の層からは支持を得たが、軍事予算重視の政策が寺社勢力の反発を受けた。また、従来の税は物納または使役であったが、ダライ・ラマ13世は外国からの兵器購入のために通貨で人頭税と家畜税を課したため、この点に関しては民衆の評判が悪かった。
一方、モンゴルはロシア革命の煽りを受けて、次第に共産化した。イギリスはそれに対抗して、チベットの親イギリス化を図った。イギリスは1920年、13世がインド亡命中の担当官チャールズ・ベルをチベットに派遣し、兵器援助、鉱山開発援助をしようと試みた。しかしこれは外国嫌いの寺社勢力を刺激し、デプン寺が政府と対立したので軍がこれを包囲し、デプン寺僧正が罷免される事態になった。近代化は進められ、1922年にはインドと電報線が結ばれ、1924年には水力発電所が作られた。兵器工場が作られ、郵便制度も作られた。都市警察も作られた。1922年には、カムの軍司令官ジャムパ・テンダルが死去している。パンチェン・ラマ9世はこれらの改革に反対したため、1923年に中華民国に亡命することになった。中華民国とダライ・ラマ政権は完全に疎遠になったわけではなく、13世は1922年に当時の大総統黎元洪に、1924年に同じく当時の大総統曹錕に使者を送っている。
なお、13世自身はチベットの近代化をあせらなかった。日本からの留学僧多田等観は13世の信頼を受け、たびたび諮問される立場だったため、多田が日本に帰国する1923年にチベットのさらなる近代化を勧めたが「急いで本来の精神文化を無くすことになってはいけない。外国への留学生が成果を持ち帰るのを待っている」という旨を返答している。

### 近代化政策の失敗
これらの政策により、チベット軍が急激に力を付けたため、ダライ・ラマ13世は侍従長の進言を受け、1925年に軍最高司令官のツァロン・シャペを解任した（大臣職は継続）。
その後、13世の政治は次第に内向的になった。侍従長の進言により、1926年には英語学校が廃止され、イギリスと疎遠になった。政争も激しくなった。1929年、ツァロン・シャペが大臣を解任され、財務大臣のルンシャルが軍を支配して実力者になった。1931年、軍がタバコの闇商人をネパールで逮捕し、監獄で死亡した事件が外交問題となり、ルンシャルが罷免されてクンペラが軍司令官となった。
一方、1930年、当時中国に属していたベリの寺院とチベットのデルゲの寺院で抗争が起こり、そこに中華民国の軍人劉文輝とラサの軍が介入した。この時は満州事変などの影響で中華民国が忙しく、チベット有利に終わって雅礱江が新国境線となった。しかし1932年7月には中国軍が長江左岸まで取り戻した。チベットは国際連盟に仲裁を依頼したが効果なく、13世は1932年9月、長江を国境とし、中国の宗主権を認めることに合意した。新国境付近では、チベット、中華民国それぞれが苛酷な税を取り立てたり、私兵や強盗が支配する地域が出たりした。

### 13世の死

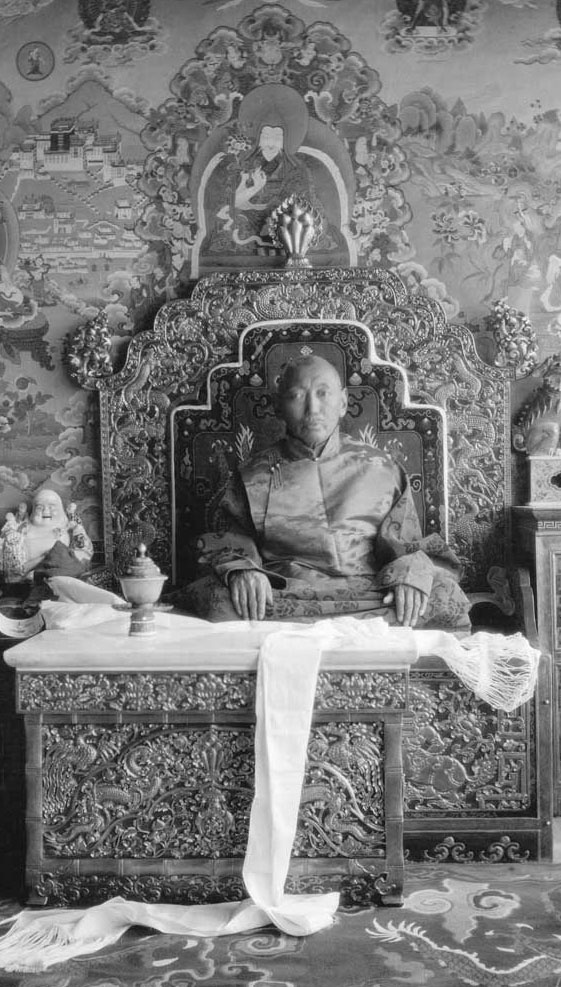
ダライ・ラマ13世（1932年）

1933年12月17日、ダライ・ラマ13世は死去した。死去には軍司令官のクンペラ、侍医、神託僧のみが立ち会った。クンペラが与えた薬が死期を早めたという噂もあった。ソビエト連邦か日本が暗殺に関わったとの噂も流れた。ロイター通信は13世が毒殺されたと伝えた。多田等観は、急性肺炎で死んだとの話を伝え聞いている。
中華民国は13世の死後、自国に留めて置いたパンチェン・ラマ9世をチベットに送り返し、チベットの政治に中華民国の意思を反映させようとした。しかしパンチェン・ラマ9世はラサ到着前に急死した。
ダライ・ラマ13世の死で、チベットの独立性はやや後退した。中華民国の国民党政府は蒙蔵委員会のメンバーの一部を13世の葬儀に弔問使節として送り、そのまま駐蔵弁事官としてチベットに留まらせることに成功している。実質的な権限はほとんど無かったが、中華人民共和国が成立した1949年にラサ政府が全員退去させるまでこの部署が存在した。この退去事件が中華人民共和国のチベット侵攻のきっかけの一つとなった。
ダライ・ラマの転生者は、ラサ政府が協力を必要としている地域から発見されるのが常であり、ダライ・ラマ14世は1939年に中華民国青海省のチベット人居住地区タクツェルで発見された。14世は5歳までそのまま中華民国内で育てられ、その後にラサに移された。そして1940年2月22日に即位した（ただし政務に関わるのは後年）。

## 人物

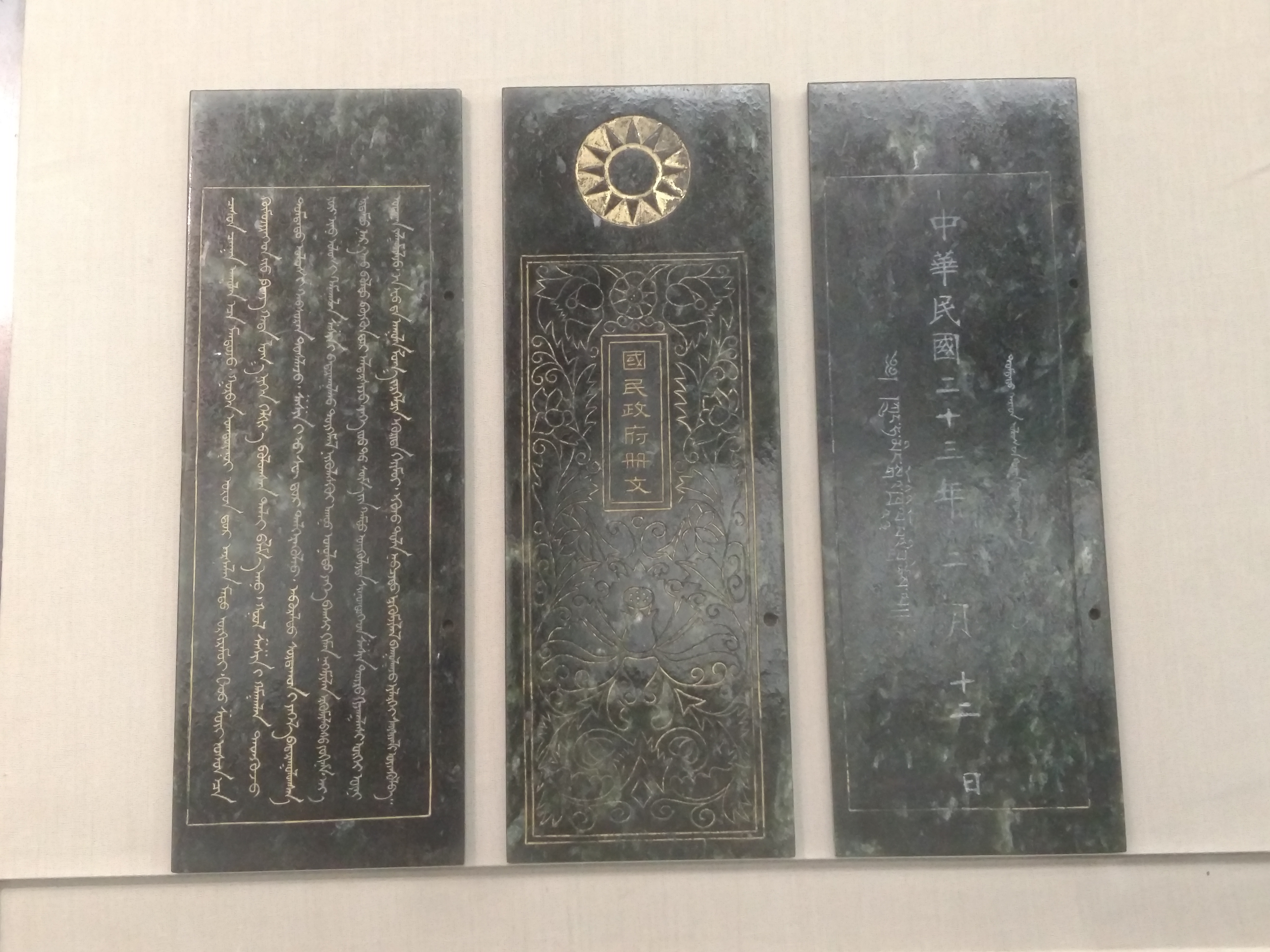
国民政府がダライ・ラマ13世に贈った玉策。

法王としての威厳と気品を備えた人物だった。敏感な性格で、理解力と判断力を備えていた。
馬と犬が好きだった。ただし宮殿であるポタラ宮は動物の飼育が禁止されていたため、離宮のノルブリンカで飼育させ、自身もほとんどをそこで過ごしていた。式典のある時のみポタラ宮最上階の座所に戻った。チベット犬やインドから輸入した狆なども飼っていた。花も好きで、留学生の多田等観に命じて日本のスミレなどを植えさせている。
起床は朝の5～6時頃で、朝食の前に仏間に一人籠もって勤行をした。朝食はツァンパとお茶、乾肉と薄い粥だった（当時のチベットの僧は粗食ではあったが肉食し、それは戒律違反ではなかった）。朝食後、午前中は全国からの依頼で死者の祈願や占いを行い、対価として金品等を受け取った。占いはサイコロ3個の目を参考に、依頼者が行うべきこと（祈祷や供養など）の指示を書面で与えた。閣議は毎週木曜に離宮で行われた。閣議は臣下が案を立てて13世に上奏する形だったが、採否いずれにしても即決だった。用務が終わると比較的質素な昼食を取り、馬や犬と遊んだりした。夕食は米と中華風炒め物だった。イギリスから缶詰などが贈られても食べなかった。寝る前に1時間ほど瞑想し、11時ごろに就寝した。
優れた仏画も描き、道具類にはしばしば自分で彫刻を入れた。当時チベット大蔵経の原版が傷んでいたため、ヒマラヤから桜の木を取り寄せ、私費で作り直させた。その際、自ら校正を手がけている。